# Dvärgbjörksantennmal
Dvärgbjörksantennmal (Nemophora bellela) är en fjärilsart som först beskrevs av Walker 1863.  Dvärgbjörksantennmal ingår i släktet Nemophora, och familjen antennmalar. Arten är reproducerande i Sverige.